# Cordia salvadorensis
Cordia salvadorensis är en strävbladig växtart som beskrevs av Standley. Cordia salvadorensis ingår i släktet Cordia, och familjen strävbladiga växter. Inga underarter finns listade i Catalogue of Life.